# Chrysocraspeda praegriseata
Chrysocraspeda praegriseata är en fjärilsart som beskrevs av W. Warren 1907. Chrysocraspeda praegriseata ingår i släktet Chrysocraspeda och familjen mätare. Inga underarter finns listade i Catalogue of Life.